# San Félix (Chiriquí)
San Félix es un corregimiento del distrito de San Félix en la provincia de Chiriquí, República de Panamá. La localidad tiene 2.972 habitantes (2010).